# Turbo Fast
Turbo Fast é uma websérie estadunidense animada em flash e uma sequência de Turbo (2013), Produzida pela DreamWorks Animation e animada pela Titmouse, Inc. É a primeira série original da Netflix para crianças e a primeira série da DreamWorks Animation produzida para a Netflix.
Os primeiros cinco episódios da primeira temporada de 26 episódios foram lançados em 24 de dezembro de 2013, com subsequentes lotes de cinco a seis episódios após feriados durante 2014. Cada episódio consiste de dois segmentos com 11 minutos cada, com exceção de alguns episódios de duração dupla. A segunda temporada foi lançada em 31 de julho de 2015. A terceira e última temporada foi lançada em 5 de fevereiro de 2016.

## Enredo
6 meses após dos eventos de Turbo (2013) Desde que Turbo venceu as 500 milhas de Indianápolis, Tito construiu uma mini cidade para os caracóis viverem. Ele até construiu uma pista de corrida. Agora, Turbo continua suas aventuras com a ajuda de seu irmão Chet e seus amigos Chicote, Brasa, Derrape, Sombra Branca e Descolado.